# Juan Medina (bokser)
Juan Gabriel Medina Hererad (ur. 16 października 1992) – dominikański bokser, brązowy medalista igrzysk panamerykańskich.
W roku 2011 reprezentował Dominikanę na Mistrzostwach Świata w Baku. W pierwszej walce przegrał z mistrzem olimpijskim i mistrzem świata, późniejszym złotym medalistą Chińczykiem Zou Schimingiem. Trzy tygodnie później wystąpił  na Igrzyskach Panamerykańskich w Gudalajarze zdobywając brązowy medal w wadze papierowej. Pokonał Carlosa Quipo z Ekwadoru a w półfinale przegrał z Meksykaninem Joselito Velázquezem.